# Emilio Polli
Emilio Polli (ur. 10 kwietnia 1901 w Mediolanie, zm. 30 stycznia 1983 tamże) – włoski pływak, uczestnik igrzysk olimpijskich i mistrzostw Europy.
Po raz pierwszy wystartował na igrzyskach olimpijskich podczas VIII Letnich Igrzyskach Olimpijskich w Paryżu w 1924 roku. Wziął tam udział w wyścigu sztafet 4 × 200 metrów stylem dowolnym, gdzie płynął na ostatniej zmianie. W pierwszym wyścigu eliminacyjnym ekipa włoska zajęła drugie miejsce z czasem 11:05,2, co zapewniło jej awans do półfinału. W fazie półfinałowej Włosi odpadli zajmując czwarte miejsce w swoim wyścigu, uzyskując czas 11:00,4; co było drugim czasem we wszystkich wyścigach półfinałowych.
Podczas I Mistrzostw Europy w Budapeszcie w 1926 roku Polli wystartował w dwóch konkurencjach. Na dystansie 100 metrów stylem dowolnym zajął siódme miejsce z czasem 1:08,0, zaś w sztafecie 4 × 200 metrów stylem dowolnym, gdzie Włoch płynął na trzeciej zmianie, ekipa włoska zajęła piąte miejsce z czasem 10:49,5.
Na II Mistrzostwach Europy w Bolonii w 1927 roku Polli wziął udział w rywalizacji na dystansie 100 metrów stylem dowolnym. Zajął w nim piąte miejsce z czasem 1:05,2.
Po raz drugi wystartował na igrzyskach olimpijskich podczas IX Letnich Igrzyskach Olimpijskich w Amsterdamie w 1928 roku. W rywalizacji na dystansie 100 metrów stylem dowolnym płynął w siódmym wyścigu eliminacyjnym. Uzyskując czas 1:04,0 zajął w nim drugie miejsce co zapewniło mu awans do półfinału. W drugim wyścigu półfinałowym, z nieznanym czasem, zajął piąte miejsce, co oznaczało dla Włocha koniec rywalizacji. W konkurencji sztafet 4 × 200 metrów stylem dowolnym Polli płynął na pierwszej zmianie, lecz ekipa włoska została zdyskwalifikowana w eliminacjach.